# Argia extranea
Argia extranea är en trollsländeart som först beskrevs av Hagen 1861.  Argia extranea ingår i släktet Argia och familjen dammflicksländor. Inga underarter finns listade i Catalogue of Life.

## Bildgalleri

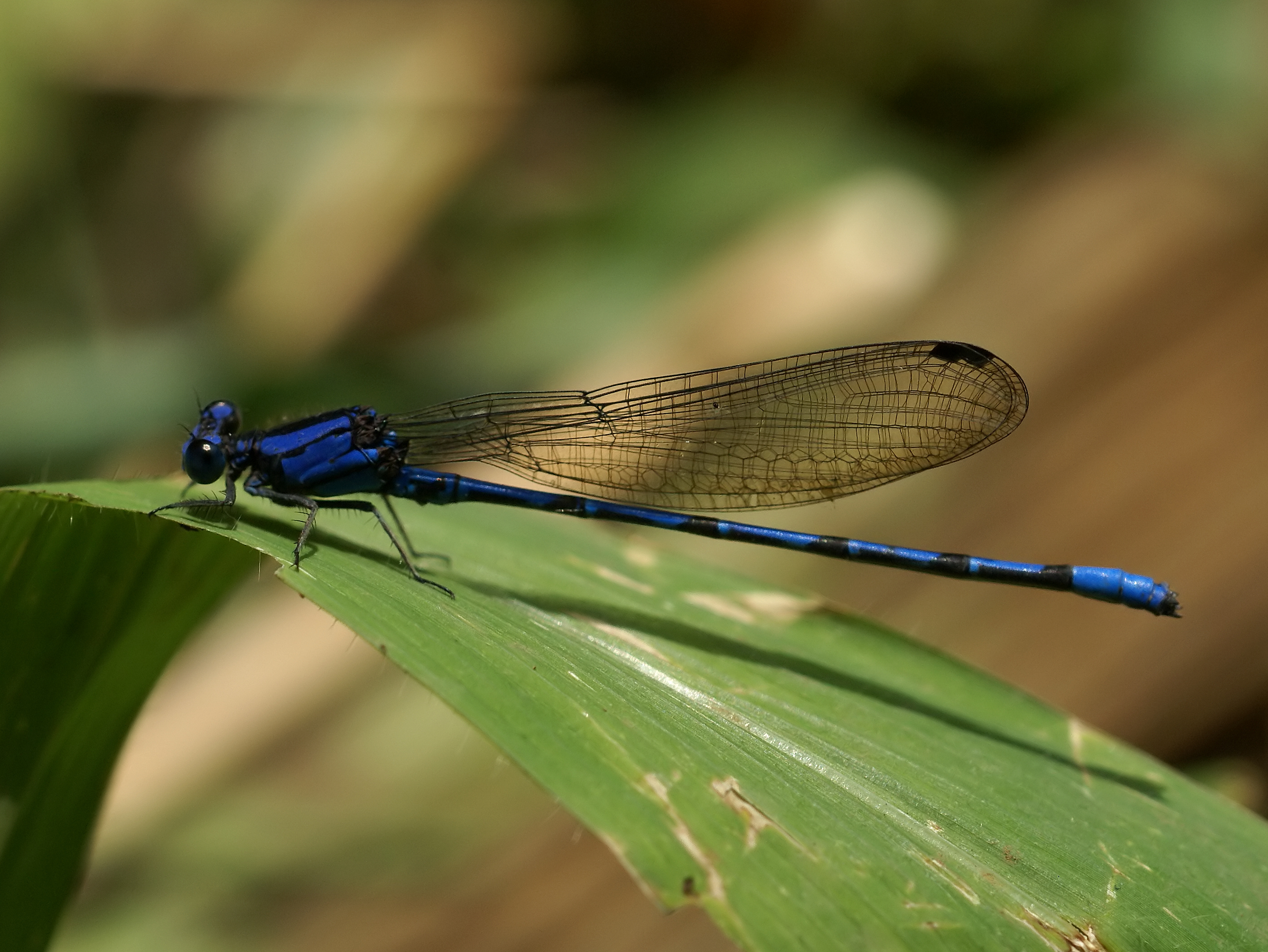